# Pisticci
Pisticci (Pëstìzzë, pronunciato /pəˈstit͡s/ nel dialetto locale) è un comune italiano di 16 661 abitanti della provincia di Matera in Basilicata.

## Geografia fisica
Il comune conta una superficie di 233,67 km², classificandosi all'85º posto tra i comuni d'Italia più estesi, e un'altitudine di 364 m s.l.m.

### Territorio
Pisticci è situata nella parte centro-meridionale della provincia di Matera e si estende tra i fiumi Basento, ad est, e Cavone, a ovest, che separano il territorio pisticcese rispettivamente dai comuni di Bernalda (18 km) e Montalbano Jonico (24 km).
Sempre ad est si affaccia sul Mar Jonio e confina ancora con i comuni di Craco (19 km), Ferrandina (23 km), Pomarico (24 km) e Scanzano Jonico (27 km).
Pisticci è composto da diverse frazioni e borghi, le più rilevanti sono Casinello, Centro Agricolo, Marconia, Pisticci Scalo, Tinchi e Marina di Pisticci.
Le tre colline su cui sorge il centro storico, Serra Cipolla, San Francesco e Monte Corno, sono situate nella parte occidentale, dove il terreno è prevalentemente argilloso e i versanti sono caratterizzati da profonde scanalature, i calanchi. A causa della natura del terreno, Pisticci è stata spesso interessata da fenomeni di dissesto idrogeologico e frane. Nella parte orientale del territorio, invece, si estende un altopiano che digrada dolcemente verso la pianura metapontina e verso gli 8 km di costa, limite comunale sul mar Jonio.
L'abitato di Pisticci ha la forma di una S, formando una sorta di anfiteatro naturale, caratteristica per la quale, data la sua posizione strategica e dominante, è denominata il balcone sullo Jonio o l'anfiteatro sullo Jonio.

### Clima
La stazione meteorologica più vicina è quella di Montalbano Jonico. Secondo i dati medi del trentennio 1961-1990, la temperatura media del mese più freddo, gennaio, si attesta a +7,4 °C, mentre quella del mese più caldo, agosto, è di +25,5 °C.
| Montalbano Jonico  | Mesi | Mesi | Mesi | Mesi | Mesi | Mesi | Mesi | Mesi | Mesi | Mesi | Mesi | Mesi | Stagioni | Stagioni | Stagioni | Stagioni | Anno |
| Montalbano Jonico  | Gen  | Feb  | Mar  | Apr  | Mag  | Giu  | Lug  | Ago  | Set  | Ott  | Nov  | Dic  | Inv      | Pri      | Est      | Aut      | Anno |
| ------------------ | ---- | ---- | ---- | ---- | ---- | ---- | ---- | ---- | ---- | ---- | ---- | ---- | -------- | -------- | -------- | -------- | ---- |
| T. max. media (°C) | 11,1 | 12,3 | 14,7 | 18,1 | 23,1 | 27,5 | 31,6 | 31,7 | 27,4 | 22,1 | 17,3 | 13,2 | 12,2     | 18,6     | 30,3     | 22,3     | 20,8 |
| T. min. media (°C) | 3,6  | 4,0  | 5,7  | 8,2  | 12,3 | 15,6 | 19,0 | 19,2 | 16,2 | 12,6 | 8,7  | 5,2  | 4,3      | 8,7      | 17,9     | 12,5     | 10,9 |

- Classificazione climatica di Pisticci[7]:
  - Zona climatica D;
  - Gradi giorno 1615.

### Frane
La storia di Pisticci è fortemente legata alle frane che più volte, nel corso del tempo, ne hanno modificato la topografia, la toponomastica e la storia.
Le principali cause sono dovute alla natura argillosa del terreno che predispone la collina su cui sorge l'abitato ad eventi di questo genere, che hanno interessato anche altri centri limitrofi, su alture con le stesse caratteristiche geologiche.
Tuttavia la causa riconosciuta come principale di tali eventi a Pisticci è il fosso detto "La Salsa", un piccolo torrente di acqua salmastra che scorre sotto i rioni del centro abitato più interessati dai movimenti franosi e a cui è stata imputata la destabilizzazione del terreno. Quest'ultimo è caratterizzato da un sedimento marnoso permeabile in superficie, poggiante su uno strato argilloso impermeabile che, in occasione di abbondanti precipitazioni, tende a far "smottare" lo strato sovrastante.
Negli ultimi decenni, il disboscamento della collina circostante ha peggiorato la già grave situazione. In presenza di queste situazioni, ogni volta che si è verificato un evento atmosferico di particolare potenza e durata (forte e abbondante nevicata o alluvione) si sono verificati movimenti franosi della collina. Si può dire che tutto il territorio porta il segno di queste rovine: esempio ne sono "le mesole", terrazzamenti un tempo agganciati alla collina che sono collassati verso valle, in direzione del Cavone, sì da guadagnarsi quel nome che sembra appunto voler dire terre "a mezza altezza", tra il monte e il fondovalle.
Frana del 1555
È la prima frana registrata e documentata avvenuta a Pisticci. Franarono alcune case del rione "Casalnuovo" a seguito di forti piogge.
Frana del 1688
È la frana più imponente e che ha influito di più sulla struttura dell'abitato. Dopo un'abbondante nevicata, la notte del 9 febbraio 1688 (rimasta nella memoria collettiva come la "notte di Sant'Apollonia") il centro urbano di allora, costituito dai rioni "Terravecchia", "Casalnuovo" e "Loreto", si spezzò letteralmente in due parti ben distinte: tutto il rione "Casalnuovo" franò sotto il rione "Terravecchia"; il movimento franoso si fermò solo quando incontrò l'enorme mole della chiesa Madre, la cui zona delle fondamenta venne chiamata perciò "Palorosso".
Le vittime furono 400, vennero travolte case contadine ma anche palazzi gentilizi e tutta la piazza antistante alla chiesa Madre, che in quegli anni era il centro di tutte le attività del paese.
Per la ricostruzione, il conte De Cardenas propose un luogo di sua proprietà in contrada "Caporotondo", poco fuori dall'abitato. Sperava così di rendere suoi affittuari tutti i pisticcesi, che tuttavia decisero di non abbandonare il colle, sia per il legame affettivo con il paese natale, sia perché avevano intuito il secondo fine.
Frana del 1976
Nel 1976, dopo circa tre secoli in cui non si registrarono eventi significativi, a seguito delle piogge di novembre franò una parte del rione "Croci". Tutta l'area interessata fu evacuata in tempo così non ci furono vittime né feriti.
I disagiati furono ospitati inizialmente nelle scuole del comune, in seguito furono assegnate delle case nella frazione Marconia. Alcune case del rione furono dichiarate inagibili e poi abbattute, altre furono rioccupate spesso abusivamente. Lungo tutta la sede della frana fu costruito un grande muro di contenimento in cemento armato. Ancora oggi l'ultima fila di case del rione sembra la strada di un paese fantasma, con case disabitate, case demolite solo a metà e porte che non danno sulla strada ma sono sospese in quanto dopo la frana la sede stradale si abbassò di qualche metro.
Oltre al rione "Croci" franò anche il muro a sostegno del sagrato della chiesa Madre (la stessa zona interessata dalla frana del 1688) e ancora una volta il movimento franoso è stato fermato dalla mole della cattedrale, che rimase con il portale principale sospeso nel vuoto fino alla ricostruzione della piazza e del muro.
Situazione attuale
A seguito dell'ultima frana Pisticci fu inserita dal Ministero dell'Interno nell'elenco dei comuni da trasferire altrove per dissesto idrogeologico e nacque una discussione con tre opzioni prevalenti:
- Totale trasferimento della popolazione nella frazione di Marconia.
- Costruzione di una nuova città in prossimità della costa.
- Consolidamento del centro storico con opere di contenimento e rimboschimento.

La scelta cadde sulla terza opzione ma l'emigrazione nella frazione Marconia non cessò. Furono consolidati i muraglioni e vennero rimboschiti i calanchi con un vincolo sul territorio di non edificabilità per le nuove case e il divieto di sopraelevazione per quelle esistenti così da evitare l'appesantimento del terreno. Tale vincolo è stato poi superato.

## Storia
I primi insediamenti in territorio di Pisticci risalgono al X secolo a.C., ad opera degli Enotri, e sono testimoniati da diverse necropoli.
Successivamente l'area venne colonizzata dai Greci e Pisticci divenne un importante centro del territorio di Metaponto. Tra il V e il IV secolo a.C. vi visse e operò il cosiddetto Pittore di Pisticci, primo ceramografo italiota ad aver adottato in Magna Grecia la produzione di vasi a figure rosse.
Dopo la sconfitta di Taranto, Pisticci passò sotto la dominazione romana e diventò un importante centro agricolo.
Intorno all'anno 1000 i Normanni costituirono il feudo di Pisticci, posseduto in successione dai Sanseverino, dagli Spinelli, dagli Acquara e dai De Cardenas.
Sempre nello stesso periodo, i Benedettini fondarono il cenobio di Santa Maria del Casale, poco distante dall'abitato, sui resti di un antico insediamento basiliano.
Nel 1565, in una località che dopo prenderà per questo il nome Scannaturchi, si combatté una battaglia tra pirati Saraceni e un manipolo eterogeneo di pisticcesi, professionisti, chierici e contadini. In quei decenni le invasioni dei pirati furono molto frequenti e per questo venne costruita, nel territorio metapontino, una rete di torri di avvistamento.
Nel Seicento l'abitato contava circa 5 000 abitanti e comprendeva i rioni Terravecchia, Santa Maria dello Rito (oggi Loreto), Osannale, Santa Maria del Purgatorio e Casalnuovo. Nel 1656 Pisticci fu risparmiata dalla peste che imperversava nel Regno di Napoli e che aveva fatto strage nei paesi vicini; molti videro San Rocco sopra la parte più alta del paese nell'atto di benedirlo. Per essere stati risparmiati dalla peste, i pisticcesi lo proclamarono patrono.
La notte del 9 febbraio 1688, a seguito di un'abbondante nevicata, una frana di enormi proporzioni fece sprofondare i rioni Casalnuovo e Purgatorio, causando circa 400 morti. Dopo la frana la popolazione rifiutò l'offerta del conte De Cardenas di spostare l'abitato più a valle, dove sarebbero state costruite nuove abitazioni, ma in cambio gli abitanti avrebbero dovuto pagare tasse supplementari al conte. Sul terreno della frana furono quindi costruite 200 casette in filari, tutte uguali, bianche, a fronte cuspidata. Il nuovo rione prese significativamente il nome di Dirupo, a ricordo della frana.
Durante la breve esistenza della Repubblica Napoletana del 1799 la città, dal punto di vista amministrativo, fu un cantone del dipartimento del Bradano retto dal commissario governativo Nicola Palomba.
Nei primi anni dell'Ottocento fu particolarmente cruenta l'azione del brigantaggio in tutto il territorio, difatti, intorno al 1800 gli attacchi di brigantaggio nel territorio lucano e pisticcese si fecero sempre più frequenti. Una di queste bande era quella del feudo di Policoro, composta da 100 uomini e capeggiata da Nicola Pagnotta. Nel Febbraio 1808 la popolazione venne informata dell'arrivo della banda di briganti, e fu proposto loro, per evitare razzìe,  di mostrare la fedeltà al passato regime mostrando un vessillo borbonico. Il comandante della Guardia Civica, Don Pietro Latronico rifiutò la proposta e si accinse a difendere il paese. All'arrivo della banda di briganti, però, molti cittadini si fecero ingannare dal brigante, che prometteva ricchezze e protezione, e lo accolsero a braccia aperte contrastando la stessa difesa organizzata dalla Guardia Civica. Molto presto si rivelarono le vere intenzioni dei briganti che cominciarono a fare razzie in tutto il paese, senza rispettare né donne né bambini. Verranno detti 'traditori del paese' i molti che aiutarono i briganti ad entrare nella cittadina ormai messa a ferro e fuoco dalla Compagnia di Pagnotta che, finite le razzie, andò poi via da Pisticci. I cittadini subirono poi l'attacco delle truppe francesi, poiché considerati come traditori della Guardia Civica, e delle truppe Borboniche, che chiesero come risarcimento un tributo di 800 ducati per ogni cittadino. Sulla fine del Brigante Pagnotta si racconta che fu tradito dalla sua amante e catturato dalla Guardia Civica per poi essere condannato a morte. La leggenda narra che il suo corpo fu smembrato e parti dello stesso furono distribuite fra i paesi da lui stesso razziati e colpiti, e al territorio pisticcese giunsero le sue gambe deposte nella località sottostante la chiesa della Concezione, attuale Contrada Pagnotta.
Nel 1808 fu soppresso il regime feudale e nel 1861, entrata a far parte del regno d'Italia, Pisticci diventò municipio e il primo sindaco fu Nicola Rogges.
A cavallo tra l'Ottocento e il Novecento si ebbe la prima grande ondata migratoria, soprattutto verso le Americhe.
Durante il periodo del fascismo, Pisticci concorse con Matera per divenire capoluogo provinciale, titolo che poi venne assegnato alla città dei Sassi nel 1927.
Nel territorio di Pisticci fu realizzato dal regime un campo di confino per antifascisti, che furono impiegati per disboscare e bonificare la malarica e paludosa pianura metapontina. Oltre agli antifascisti, vi furono prigionieri, tra il 1940 e il 1943, anche un gruppo di profughi ebrei in internamento civile, considerati nemici in patria dal regime fascista. Secondo Aldo Cazzullo (Mussolini Il capobanda, Milano, Mondadori, 2022, p. 258), a Pisticci "la prigionia è molto più dura, molti ebrei si ammalano di malaria. In ogni caso non è loro consentito lavorare, non hanno denaro né prospettive, sono del tutto in balia della sorte". Gli internati ebrei furono tutti liberati con l'arrivo dell'esercito alleato nel settembre 1943 e da Pisticci poterono raggiungere i campi profughi per loro approntati in Puglia nell'Italia liberata. Il campo di internamento di Pisticci - chiamato "Villaggio Marconi" in onore di Guglielmo Marconi - è oggi la popolosa frazione di Marconia, che ospita circa la metà dell'intera popolazione comunale. La frazione si è molto sviluppata tra gli anni sessanta e settanta.
Come dopo la grande guerra, anche negli anni successivi alla seconda guerra mondiale ci fu una forte emigrazione verso il Nord America e la Germania.
Nel 1976, a seguito di forti piogge, franò una parte del rione Croci, a molti abitanti di quel quartiere fu assegnata una casa nella frazione Marconia, il che favorì la prima espansione della frazione. La successiva avvenne tra gli anni ottanta e i novanta dove molti rioni del centro storico subirono un notevole spopolamento, gli abitanti, infatti, preferirono trasferirsi nella frazione Marconia. In questi anni, la frazione Marconia, notevolmente cresciuta, ha iniziato ad aspirare all'indipendenza amministrativa.
Nei primi anni del XXI secolo, tuttavia, lo spopolamento del centro storico si è sostanzialmente fermato e il flusso demografico risulta in leggera controtendenza rispetto agli anni precedenti.
Il 27 aprile 1991 Papa Giovanni Paolo II, in Basilicata, visitò Pisticci dove incoronò la statua di Santa Maria la Sanità del Casale, conservata nell'omonima Abbazia.

### Simboli

Gonfalone della città di Pisticci.

Stemma della città di Pisticci.

La M e la P presenti sullo stemma cittadino ricordano come Pisticci gravitasse nell'area di influenza di Metaponto, un fatto di cui è simbolo anche la spiga di grano, infatti la spiga era il simbolo stesso di Metaponto ed era effigiata sulle monete della colonia greca.
Il primo stemma cittadino, visibile sul basamento dell'altare della chiesetta rurale di San Vito, era costituito dalla sola spiga. Lo stemma e il gonfalone in uso sono stati concessi con decreto del presidente della Repubblica del 6 febbraio 1963.
Blasonatura stemma
Blasonatura gonfalone

## Monumenti e luoghi d'interesse

### Architetture religiose

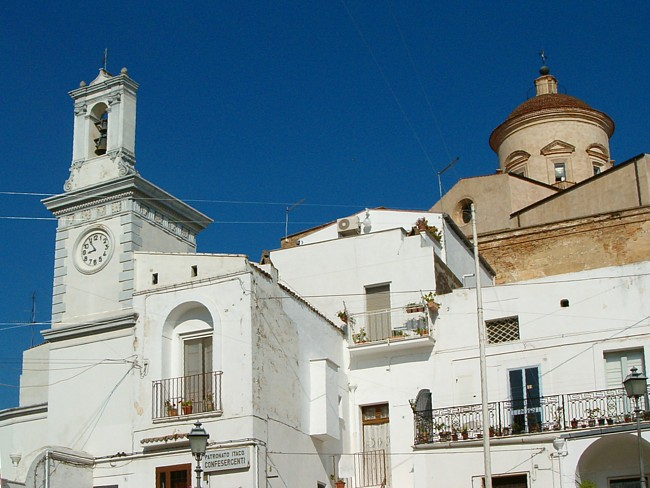
La torre dell'orologio e sullo sfondo la cupola della Chiesa Madre.

La chiesa Madre dei santi Pietro e Paolo
Sorge sui resti di una chiesa preesistente del 1212, di cui rimane il campanile con due ordini di bifore. L'attuale edificio fu terminato nel 1542, con la costruzione di altre due navate oltre a quella della chiesa precedente, ed è opera dei Mastri Pietro e Antonio Laviola, fratelli mantovani in fuga dalla loro città natale perché accusati di omicidio che si stabilirono a Pisticci.
La chiesa è di stile romanico-rinascimentale, con tetto a doppio spiovente e pianta a croce latina, si compone di tre navate e all'incrocio tra la navata principale e il transetto si erge una grande e alta cupola emisferica. Le navate laterali ospitano cappelle e altari barocchi che furono edificati sopra gli ipogei dove venivano seppellite personalità importanti nella vita del paese. Gli altari sono intagliati in legno e dorati, con incastonate tele e statue di cartapesta attribuite a Salvatore Sacquegna.
Sono presenti delle tele del XVIII secolo attribuite a Domenico Guarino, tra cui quelle rappresentanti la Madonna del Carmine e la Madonna del Pozzo e altre raffiguranti i Misteri del Rosario.
L'abbazia del Casale
Fu presumibilmente costruita intorno al 1087 sui ruderi di un antico cenobio greco-bizantino da Rodolfo Maccabeo ed Emma d'Altavilla, sul monte Corno, allora fuori dal centro urbano di Pisticci. L'abbazia, dedicata alla Beata Vergine Maria, fu affidata ai monaci benedettini di Taranto.
Il complesso è in stile romanico pugliese, costruito in pietra locale. L'abbazia è stata uno dei santuari del Giubileo del 2000. La statua della Vergine è una scultura in legno del XII secolo e fu incoronata da papa Giovanni Paolo II il 27 aprile 1991.

#### Altre chiese
- Chiesa dell'Immacolata Concezione: piccola chiesa edificata intorno al XVI secolo. Ha pianta a croce latina e un soffitto ligneo a carena di nave, dipinto a tempera con decorazioni floreali e figure sante. L'altare è in stile barocco.
- Chiesetta della Madonna di Loreto: già esistente nel Cinquecento e ampliata nel Ottocento, ospita una statua attribuita allo scultore Salvatore Sacquegna.
- Chiesa di Sant'Antonio o del Convento: si affaccia sulla piazza centrale del paese. Fino al 1860 era parte del convento di Santa Maria delle Grazie, i cui locali furono destinati a municipio. Si compone di tre navate e al suo interno vi sono altari barocchi e in marmo di Carrara, affreschi e numerosissimi dipinti tra cui uno di Andrea Vaccaro.[16]
- Chiesa di San Rocco: costruita tra il 1930 e il 1934 su progetto dell'architetto Ernesto Lapadula sulla chiesa preesistente del Purgatorio. Costituita da tre navate ospita un ciclo di affreschi sulla vita di San Rocco realizzato nel 1940 e la statua del santo patrono, laminata in oro. La chiesa fu chiusa nel 2011 ed è stata riaperta al culto il 10 ottobre 2024.
- Chiesa di Cristo Re: fondata intorno agli anni sessanta.
- Chiesa di San Leonardo: fondata intorno all'anno 1000 dai Normanni.
- Chiesa di San Pietro Martire ubicata fuori dal centro abitato di Pisticci in contrada Ficagnole.
- Cappella della Madonna delle Grazie: poco distante dal centro abitato, l'interno presenta un altare con la statua della Maria delle Grazie.

### Architetture civili

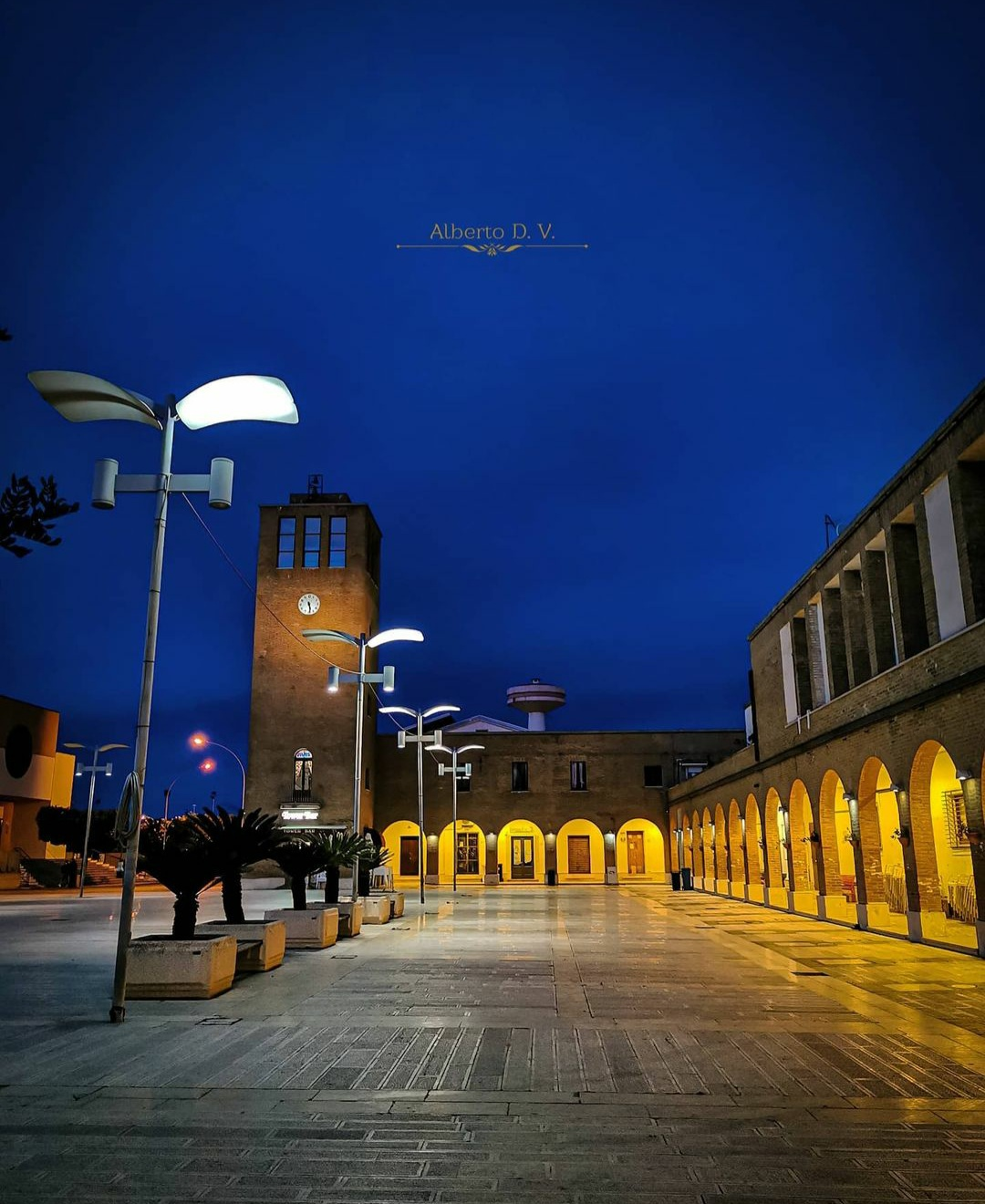
Piazza Elettra

#### Palazzi

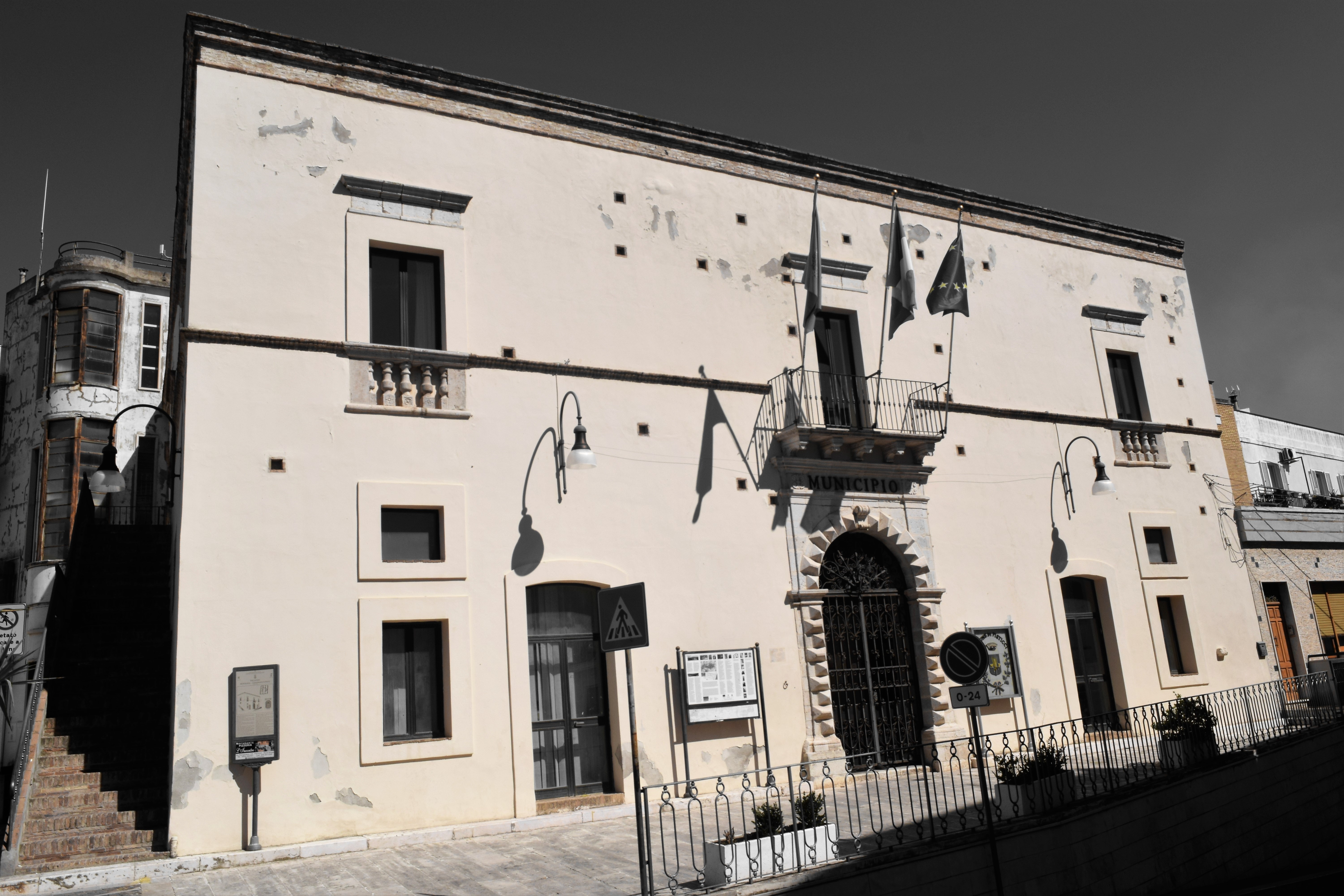
Palazzo Giannantonio

- Palazzo De Franchi: in stile rinascimentale, è caratterizzato da un loggiato a quattro arcate a tutto sesto. Imponente il portale, costruito in blocchi di pietra bianca, sovrastato dallo stemma nobiliare.
- Palazzotto o Palazzocchio: costruito tra il 1528 e il 1571 dai mastri Pietro e Antonio Laviola (gli stessi che lavorarono alla Chiesa Madre), venne denominato Palazzocchio per la sua posizione dominante. Ospita un archivio del Cinquecento.
- Palazzo Giannantonio: attualmente ospita il comune. Di stampo cinquecentesco è stato tuttavia completato solo nel 1695. Interessanti il portale monumentale con cancello in ferro battuto intarsiato e la corte interna con cisterna.
- Palazzo del Tribunale e Palazzo Rogges.

#### Il castello di San Basilio
Fu costruito come masseria fortificata intorno al VII secolo dalla comunità monastica dei basiliani. Divenne poi feudo normanno assumendo sempre più le caratteristiche di un castello con la costruzione del torrione centrale. Dai feudatari normanni fu in seguito donato alla comunità benedettina dell'abbazia di Santa Maria del Casale di Pisticci.

#### Altri monumenti

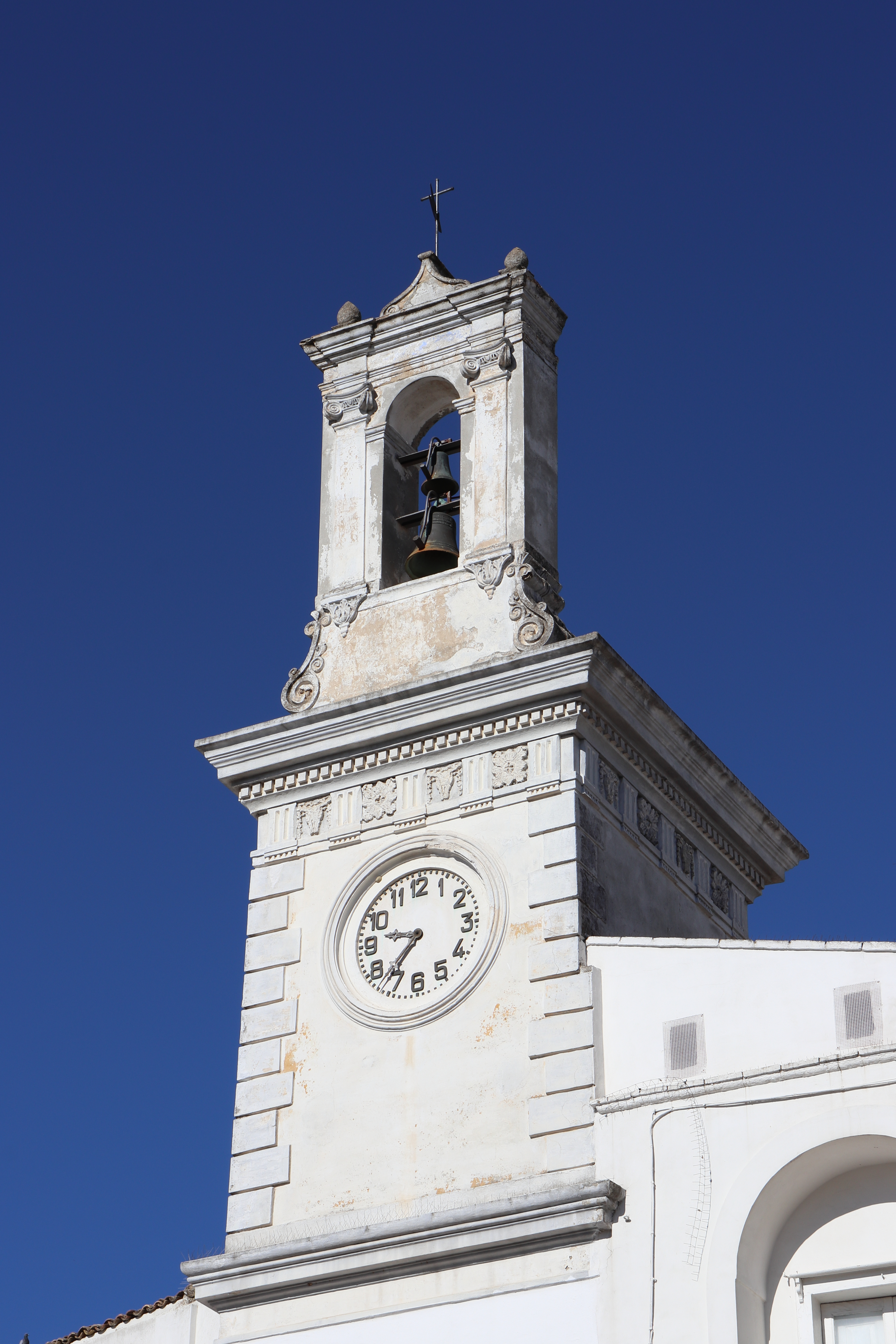
Torre dell'Orologio

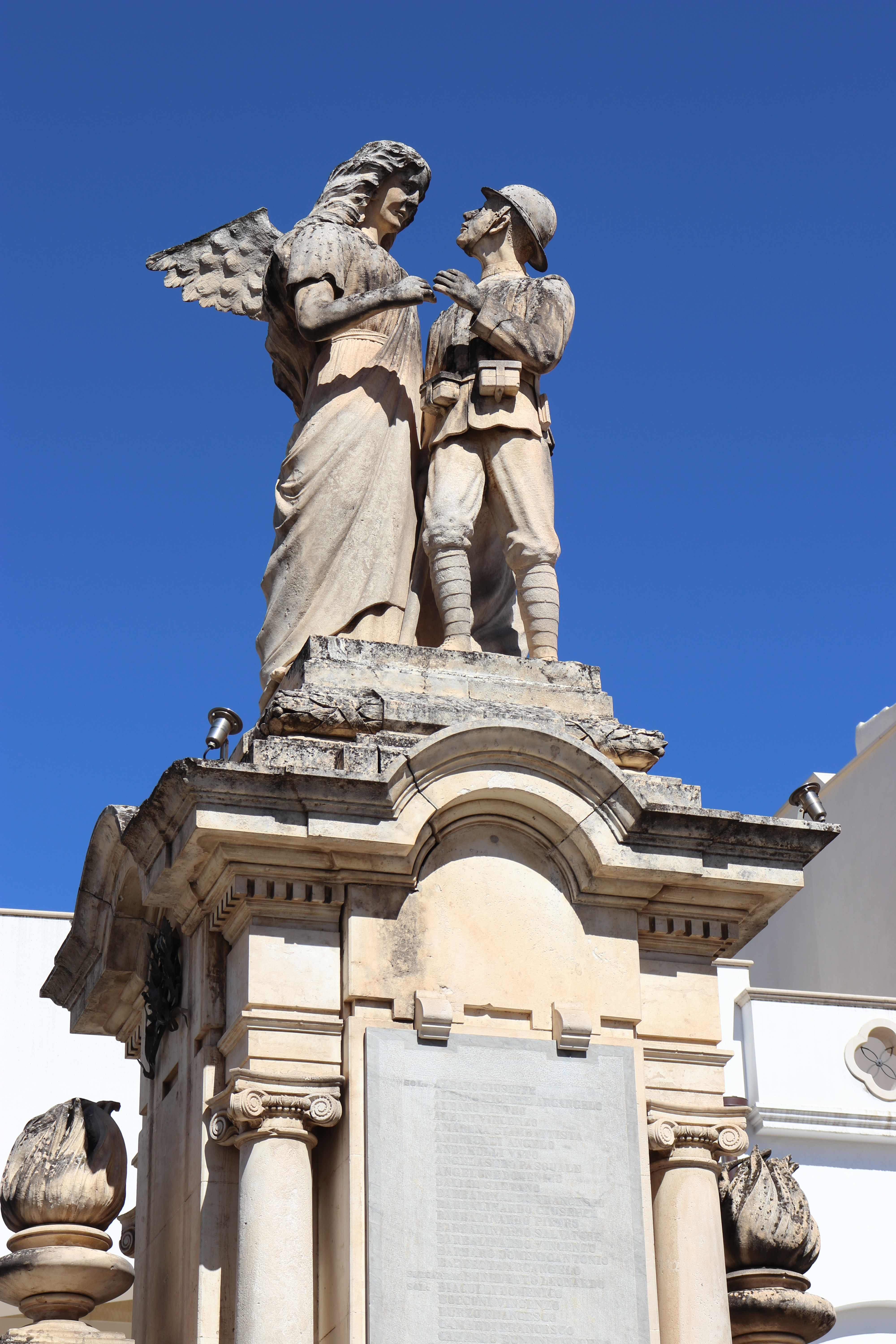
Monumento ai Caduti

- Monumento ai CadutiTorre Bruni: torre cilindrica, ritenuta antichissima, anche se se ne ignora la data di costruzione. Secondo una leggenda, per un breve periodo, vi trovò anche rifugio Bruto dopo la congiura contro Cesare.
- Ruderi del Castello normanno. Resta un torrione quadrato, decorato da una successione di archetti a tutto sesto.
- Torre dell'acquedotto: enorme torre cilindrica realizzata nel 1930.
- Torre dell'orologio in Piazza Plebiscito.
- Monumento ai Caduti.

### Siti archeologici
È un'area collinare sulla riva destra del Basento che hanno portato alla luce resti di un villaggio enotro risalente al IX secolo a.C. e di uno greco di fase successiva costruito sopra il precedente villaggio.
La scoperta dell'area e gli scavi iniziarono nel 1970 e furono affidati all'Università di Milano nel 1973. Sono ora visitabili i resti della cittadina, mentre gli oggetti e i vari reperti rinvenuti nei dintorni sono esposti al museo archeologico nazionale di Metaponto.

## Società

### Evoluzione demografica
Abitanti censiti

Il comune contava, al 31 dicembre 2010, 17 927 abitanti così ripartiti: 8 771 maschi e 9 156 femmine. Le famiglie erano 7 294, le convivenze registrate 8 e la media di componenti per famiglia 2,46 (leggermente inferiore alla media nazionale di 2,5).
Di seguito vi è la tabella con la suddivisione della popolazione nelle frazioni, basata sui dati del 14º Censimento generale della popolazione e delle abitazioni ISTAT dell'anno 2001.
| Località             | m s.l.m. | Popolazione |
| -------------------- | -------- | ----------- |
| Marconia             | 106      | 8.258       |
| Pisticci             | 364      | 7.043       |
| Pisticci Scalo       | 54       | 572         |
| Tinchi               | 141      | 506         |
| Centro Agricolo      | 124      | 113         |
| Marconia-San Basilio | 90       | 110         |
| Borgo Casinello      | 10       | 31          |
| Caporotondo          | 193      | 22          |
| San Teodoro          | 64       | 21          |
| Case Sparse          | 65       | 1.135       |

### Etnie e minoranze straniere
Al 31 dicembre 2023 la popolaione straniera è di 1250 abitanti, pari al 7,35% della popolazione pisticcese. Le principali comunità rappresentate sono le seguenti:

### Lingue e dialetti
Il dialetto pisticcese è un tipico dialetto meridionale dell'area lucana, di derivazione prevalentemente greca e latina con influenze di spagnolo e francese derivanti dalle varie dominazioni subite. Sono presenti anche alcuni termini di chiara impronta anglosassone, portati dagli emigranti tornati d'oltreoceano, a dimostrazione dell'intensità del fenomeno migratorio: in taluni casi le persone hanno conservato tal quale il soprannome che si sono guadagnate, loro direttamente o i loro progenitori, durante i trascorsi americani.
È definito un "dialetto cantante" perché caratterizzato da una fonetica che inclina spesso alla cantilena. Non a caso esisteva una ricca tradizione basata sul canto funebre: a nnaccarat, che fa pensare alla trenodia greca o alle preficae romane. Si trattava di manifestazioni, davanti alle spoglie del defunto, che stemperavano il parossismo fisico dell'autopercuotimento e del ferimento a sangue del volto in autentiche creazioni poetiche intese a far rivivere il morto, lodandone la grandezza in vita e le gesta. Anche se il canovaccio era abbastanza ripetitivo, i contenuti della lamentazione erano di volta in volta differenti e non era raro il caso in cui tra le "interpreti" non si accendesse una vera e propria competizione, a chi meglio celebrava e rappresentava la memoria dello scomparso.
Il dialetto stretto non viene quasi più parlato, sostituito dalla forma inflazionata dall'Italiano presente oggi. Rimangono tuttavia molti elementi del dialetto puro, soprattutto alcuni termini o forme verbali.

### Tradizione e folclore

#### Il costume femminile

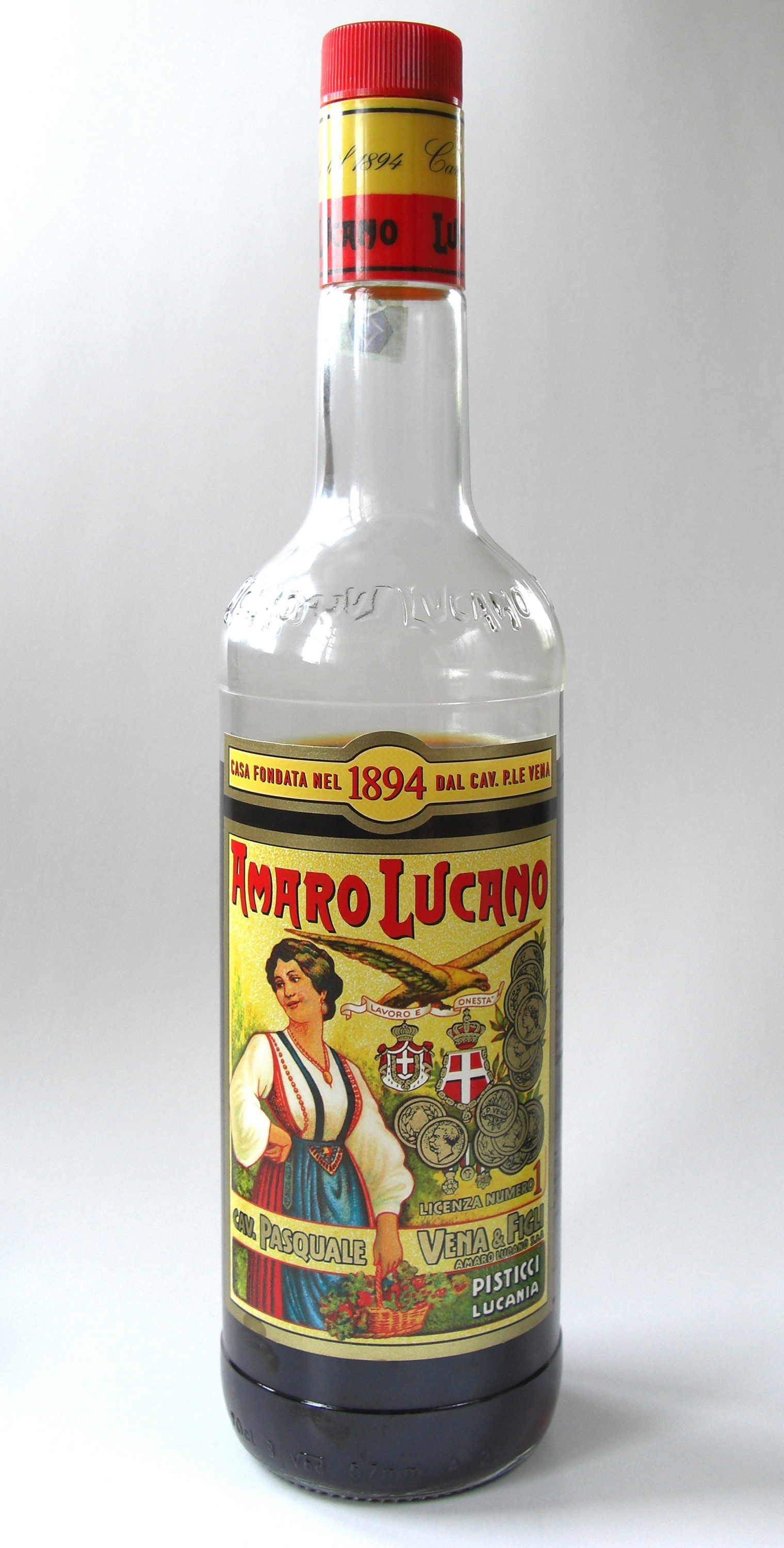
L'abito femminile pisticcese riportato sull'etichetta dell'Amaro Lucano.

Il vestito tipico delle donne pisticcesi era la pacchiana. L'abito era formato da una gonna di panno scuro a pieghe larghe chiamata vunnèllə legata da una cinta (u cintə), che poggiava sulle anche e sulla quale è presente u senale di seta nera, ad un corpetto finemente ricamato (u sciuppə).
Anche se a vunnèllə era tipica delle giovani donne che venivano iniziate a questa forma di vestizione in corrispondenza della loro uscita dall'adolescenza, come segno del loro essere pronte al matrimonio e quindi la gonna di panno scuro a pieghe larghe, comunque spesso impreziosita di ricami a fili d'oro appena al di sopra dell'orlatura inferiore, andrebbe riportata come stuana.
Una stola che scendeva per le spalle e copriva il petto era a sciarpettə, di colore bianco, come bianco era il colore delle maniche della camicia, gonfie, finemente orlate di pregiati merletti, eventualmente avvolti da un nastro di seta nero, u lutte. Completavano il vestito u sciuppə, corpetto in velluto ornato di frange e ricami e u pannə, copricapo di lana o seta.
Carlo Levi lo cita nel suo romanzo, Cristo si è fermato ad Eboli, celebrandone la ricchezza e lo sfarzo rispetto a quello locale di Gagliano (Aliano), suo luogo di confino.

#### Il costume maschile
Il vestito tipico dell'uomo era composto da pantaloni di stoffa di fustagno corti, allacciati sotto il ginocchio con una ghette: una giacca ampia alla cacciatora in fustagno e velluto e una camicia di tela con pistagna senza colletto coperta da uno smanicato. Completava l'abbigliamento un cappello a tese dure. D'inverno si usava come riparo dal freddo un mantello a ruota.

## Cultura
Tra gli eventi organizzati durante tutto l'arco dell'anno quello di maggior rilevanza per la comunità pisticcese è la festa patronale di San Rocco che si svolge tra il 15 e il 18 agosto.

### Istruzione

#### Scuole
Nel territorio di Pisticci si contano un asilo nido, 4 scuole materne, 4 scuole elementari e 2 scuole medie.
Oltre alle scuole dell'obbligo è presente anche il Liceo Classico Giustino Fortunato e l'Istituto Tecnologico entrambi ubicati a Pisticci, e ancora un Istituto Agrario e un Istituto Alberghiero nei pressi della frazione Marconia.
In alcuni locali dell'edificio dell'Istituto Agrario si svolgono corsi telematici della facoltà di Economia e Commercio dell'Università di Bologna.

### Cinema
Pisticci è stato lo sfondo per alcuni film:
- Moschettieri del re - La penultima missione (2018), di Giovanni Veronesi[21]
- Paradise Valley (2018), di Carlo Fusco[22]
- No Time to Die (2021), di Cary Fukunaga[23]

### Musica
Nell'ambito cittadino è presente la banda "Gran Concerto Bandistico Città di Pisticci", diretto da Mariano Pastore. Ha le sue origini nel 1986 e si è classificata ai primi posti in numerosi concorsi per bande nazionali ed internazionali.
Alcune riprese del videoclip Una chiave di Caparezza sono state effettuate nei calanchi di Pisticci.

### Cucina
La cucina tradizionale è la tipica meridionale: piatti semplici della tradizione contadina con pasta fatta in casa, verdure e carne di maiale.
Pisticci fa onore alla tradizione che vuole la salsiccia lucana assolutamente superlativa. Infatti il nome di luganega, già dal tempo dei romani, che al nord significa salsiccia, con molta probabilità deriva da Lucania. Tra gli ingredienti spicca l' anèsë, spezia nota come coriandolo e il peperoncino in polvere, dolce o piccante a seconda dei gusti, che veniva ottenuto direttamente dalla molitura dei peperoni precedentemente essiccati.
Vi sono fondamentalmente due tipi di salsiccia, quella "magra", più prelibata e quella grassa, ottenuta con più dovizia di lardo e più adatta alla cottura sotto la brace. L'una e l'altra comunque capaci di ispirare gli strambotti e le composizioni improvvisate al suono del cupa cupa. La soppressata, ormai rara, era un autentico capolavoro della tecnica casalinga e contadina dell'insaccamento e della successiva conservazione, che nel caso della soppressata avveniva secondo modalità antichissime che prevedevano l'uso della paglia o della cenere come ambienti idonei alla stagionatura.
Il pane è ottenuto generalmente con una farina ottenuta da una varietà indigena di grano duro, il cosiddetto Cappelli che rende il pane, opportunamente impastato anche con l'aggiunta di patate, particolarmente fragrante e capace di conservarsi diversi giorni.
I tipi di pasta tipici sono l tapparéllë (a forma di rombo), lë rùcchëlë (ruccoli, gnocchetti concavi), l tajjiariéllë (tagliolini), maccheroni ai ferri e orecchiette, con sughi spesso insaporiti da cacciagione, una volta lepre e cinghiale, ma anche uccelletti prede della micciarola. Tagliolini e ruccoli si prestano anche a piatti con verdure cotte: i ruccoli in particolare vengono impiegati per un piatto molto simile a quello pugliese degli "strascinati" e cime di rape, mentre i tagliolini vanno bene con i ceci, i fagioli o i piselli. Per non dire della cicerchia, leguminosa assai discussa, almeno nel vissuto popolare, per un'antica credenza che la vuole capace di far perdere la ragione.
Le verdure tipiche sono fave e cicorie (fàfë e ciuquèrë), i lambasciùnë (cipolline). I lampascioni sono bulbi selvatici, che si scavano nel terreno usando una zappa lunga e stretta, " u zappùllë'". Corrispondono presumibilmente alla pianta nota come muscaro: leggermente amarognoli, ricchi di proprietà sconosciute, digestivi, forse afrodisiaci, si cucinano e si conservano secondo diverse modalità, con l'olio fritto e l'aceto, con il peperoncino, impanati nell'uovo e così via.
I dolci tipici natalizi sono le pettole, le ‘ngartajjiàtë (cartellate), i purcëddùzzë (porcellini).

### Eventi
- 17 gennaio: Piazza Sant'Antuono, festa di Sant'Antonio Abate con falò e benedizione degli animali.
- Ultima domenica di aprile Festa millenaria di Maria SS. la Sanità del Casale anticipata da una novena che richiama pellegrini e devoti.
- luglio: Lucania Film Festival, rassegna internazionale di cortometraggio, organizzato dall'Associazione Culturale Allelammie
- Ultimo sabato e ultima domenica di luglio grande corteo storico “ La taccariata” a cura dell’associazione Enotria Felix con  le rievocazioni degli avvenimenti realmente accaduti contro le incursioni turche del 1600.
- 8 agosto, edizione del Premio "Dirupo d'Oro", (prima edizione nel 1996) assegnazione del premio a personalità lucane distintesi nel mondo in vari settori professionali, organizzato dalla Proloco Pisticci.
- 15-18 agosto, feste patronali in onore della Madonna Assunta, di S. Rocco e di S. Vito. La sera del 17 c'è la processione del carro trionfale trainato dai cavalli.

## Geografia antropica
L'abitato di Pisticci sorge su tre alture ed ha la forma di una S. La zona prospiciente all'ingresso al paese dalla strada che porta al mare è denominata le Varre. In particolare hanno assunto questa denominazione le due ultime due curve prima dell'entrata nel centro urbano; infatti erano talmente ripide che i carri per salire dovevano mettere la varre (sbarre) tra le ruote e andare avanti a poco a poco; inoltre tutte le persone a bordo tranne le donne e i bambini dovevano scendere, per evitare che la carrozza si ribaltasse o andasse indietro, in quanto i cavalli non ce la facevano da soli a superare la pendenza.

### Rioni del centro storico
Il centro storico è formato da 16 rioni che sono i seguenti procedendo da nord verso sud:
Terravecchiacostituisce la parte più alta e più antica dell'abitato da cui nel 1688 franò l'attuale rione Dirupo. In esso sono ubicati il castello, l'antica porta del paese, la Chiesa Madre, la Chiesetta dell'Annunziata e i ruderi della chiesa della Madonna della Stella e diversi palazzi gentilizi. Vi è situato il torrione dell'acquedotto dell'Agri, di epoca fascista. Si tratta di un serbatoio costruito per il fabbisogno idrico del paese, con adiacente un altro serbatoio più piccolo di asservimento a Montalbano Ionico. Per la costruzione fu abbattuto il castello normanno-svevo che sorgeva sul posto, di cui sopravvive una massiccia fortificazione quadrata, forse il mastio, fino a qualche tempo fa adibito a ricovero di capre.
Osannalepiccolissimo e inglobato nel rione Terravecchia, è costituito dalla piazzetta omonima e da pochi vicoli adiacenti. Nella piazzetta è situata la Croce delle Palme, una croce in pietra bianca su un lungo basamento cilindrico, a ricordo dell'eccidio di vittime innocenti ivi perpetrato dal terribile "capobanda" Pagnotta. Il mattino della Domenica delle Palme si effettua una processione festosa che attraversa il rione, girando intorno alla croce,"Osannando" al Redentore.

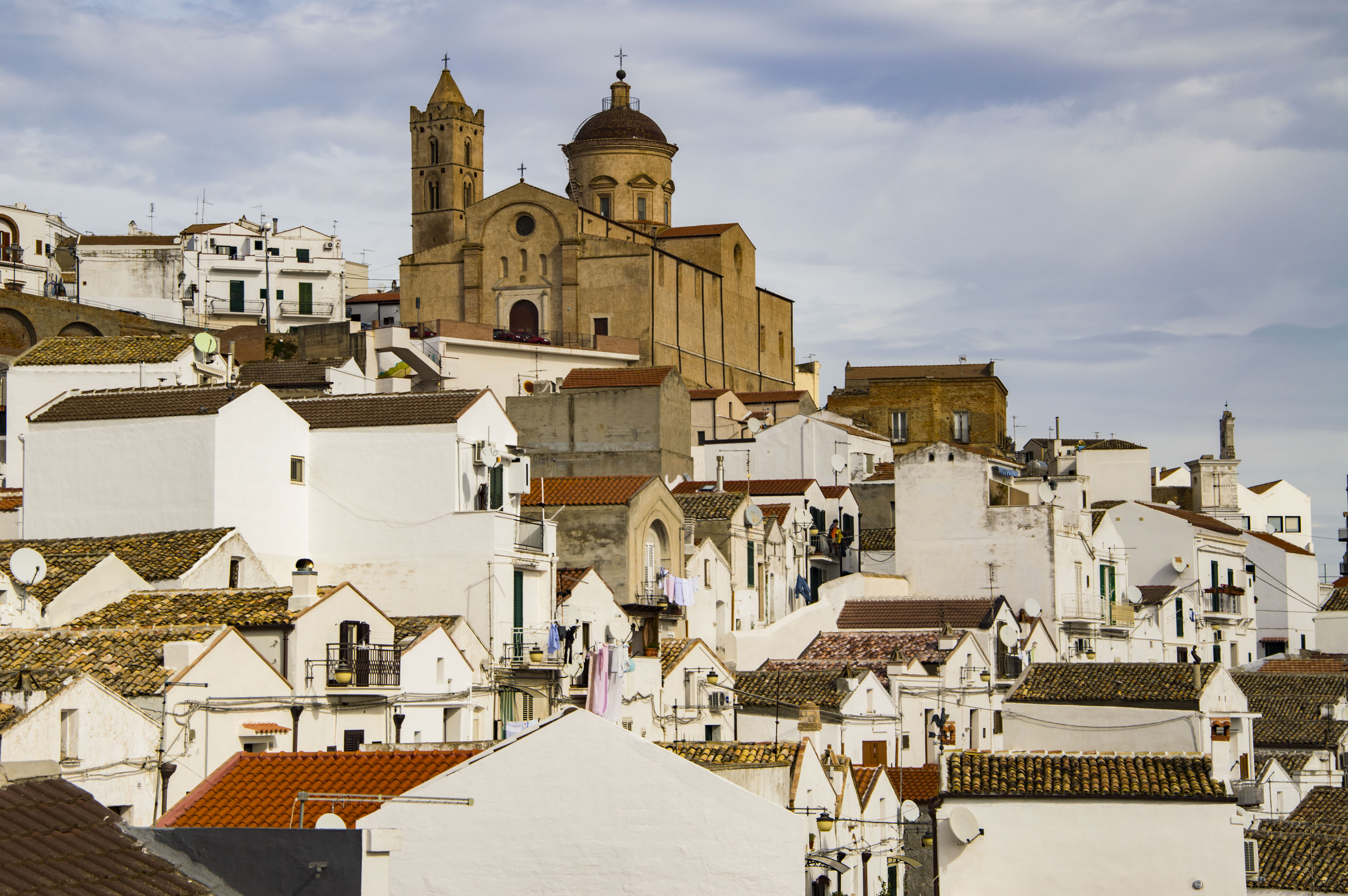
Il rione Dirupo

Dirupo: anticamente chiamato Casalnuovo, ha successivamente preso il nome dalla rovinosa frana del 1688, sulle rovine della quale fu costruito. Vi è ubicata la chiesetta dell'Immacolata Concezione. Popolato anticamente da artigiani, piccoli massari e contadini, che ebbero la forza e l'orgoglio di ricostruire le loro case sulle rovine di quelle precedenti, dopo che il tentativo di ricostruirle in zona più sicura, in contrada non a caso detta Terranova, fu frustrata dalle esose pretese del signorotto locale, tale De Cardenas. Caratterizzato dalle lammie, tipiche casette bianche allineate esempio di architettura semplice e spontanea.
Loretoalle spalle del rione Terravecchia, prende il nome dall'antica chiesetta delle Madonna dello Rito, locuzione trasformatasi col tempo in Loreto. Vi avevano sede le antiche carceri cittadine, ossia mandamentali, essendo il paese sede di mandamento.
Marco Scerradeve il suo nome al brigante Marco Scerra (o Sciarra), proprietario della vigna su cui fu edificato il rione. Alla sua estremità è situata la seconda piazza principale del paese, piazza Plebiscito o più comunemente San Rocco, su cui si affacciano la chiesa del Santo Patrono, la Torre dell'orologio e l'Agenzia delle entrate, quest'ultima allocata in una costruzione moderna edificata sulle rovine di una casa gentilizia, il Palazzo Durante.
Trediciil nome indica il numero delle case che si affacciavano anticamente sull'odierna via Manzoni.
Picchione (raramente Montebello)dalla famiglia sui cui terreni è stato costruito, sviluppatosi a partire dal 1700. Sede di una chiesetta prima sconsacrata e poi ricostruita nel rione dedicata alla Madonna d'u clumm, cioè del fiorone, il fico "primitivo" che matura a luglio, mese in cui cadeva la solennità religiosa.
Sant'Antuonosituato nella zona dove sorgevano le antiche fornaci, detta dei Pignattari. Vi si trova una cappelletta dedicata a Sant'Antonio Abate.
Municipioprende il suo nome dalla presenza del vecchio palazzo municipale, oggi sede del Tribunale. Occupa la parte centrale dell'abitato con la piazza principale su cui si affaccia il Convento, da cui in realtà il palazzo municipale era stato ricavato: tant'è che l'antico chiostro sormontato da una meridiana, archivoltato intorno a un grande pozzo dal boccaglio geometrico, è stato trasformato in sala udienze consiliari.
San Giovannichiamato così per la cappella dedicata a San Giovanni Battista.
Crocideve il suo nome alle 3 croci lì collocate nel 1752 in occasione di speciali predicazioni missionarie, prima di questo evento il rione aveva il nome di Contrada Belvedere. Tutto il versante sud del rione è sostenuto da un muraglione in cemento armato, costruito dopo la frana del 21 novembre 1976 che l'ha quasi completamente distrutto. Sempre dopo la frana trovarono posto qui la villa comunale e alcune strutture sportive.
Piroanticamente detto Contrada del Pero dalla presenza di numerose piante di pero su questi terreni. Si sviluppò a partire dal 1800, è attualmente sede dei servizi del distretto sanitario e della sede attuale del Comune di Pisticci a Palazzo Giannantonio. Vi era ubicato il cinema "Colosseo", in via Basento, quasi a strapiombo sulla sottostante via Cammarelle.
Le Matinecomprendono la parte orientale dell'abitato e il nome, termine dialettale per mattine, deriva proprio dal fatto che questa è la parte del centro urbano esposta al primo sole. È costituito da tre rioni: "Matina Soprana", i primi insediamenti vi nacquero nel Settecento nella forma di case sparse, mano a mano inglobate dall'avanzare della città costruita; "Matina Sottana", si sviluppò a partire dalla metà dell'Ottocento come prolungamento della Matina Soprana; "Matina Nuova", è la parte più nuova del paese. Le prime case furono costruite nel 1880 ma il popolamento vero e proprio avvenne durante il secondo dopoguerra. Infatti, prima che fosse un rione si trattava della contrada delle Case Popolari, oggi meglio individuate come INA-Casa. Nel rione sono ubicati il Commissariato di Polizia, la Parrocchia Cristo Re, la caserma dei Carabinieri, l'"Istituto Professionale e il Liceo Classico Giustino Fortunato", tutti costruiti praticamente sul terreno di un unico proprietario, che è stato anche l'unico costruttore nonché l'unico locatore degli immobili presi in fitto dallo Stato.
CammarellePrende il nome dai vecchi proprietari terrieri. Recentemente è stato ultimato un parcheggio multipiano. Nella stessa area l'archeologa Eleonora Bracco individuò nel 1934 una fornace e un deposito di materiali archeologici destinati probabilmente alla produzione di materiale ceramico. L'attività della fornace dovrebbe potersi datare intorno alla prima metà del VII sec. a.C. (Lo Porto 1973, pp. 155–157).

### Le contrade
Il maggior contributo alla toponomastica locale è stato dato dai pozzi e dalle fontane che fin dai tempi più remoti assolvevano alla funzione di dissetare gli abitanti. Le principali contrade presenti nel territorio pisticcese sono.:
- Il Trano: antica fonte appena sotto l'Abbazia Santa Maria La Sanità del Casale, dal lato che degrada verso il Basento. La contrada era attraversata da un antico tratturo che portava al fondovalle per raggiungere Bernalda. Il nome deriva da Avetrano, famiglia di possidenti della zona.
- Le Fontanelle: completamente scomparse in seguito ai dissesti franosi che hanno interessato la zona sotto il rione Tredici e il rione Croci.
- Pattuglione: in dialetto Patugghialme (Abate Guglielmo), dal lato orientale del paese, con il pozzo tristemente famoso come pozzo a due bocche.
- La Rupe: sotto quello che era una volta il macello, dal lato settentrionale dell'abitato, in una zona impervia tra due costoni di argilla.
- La Manca: così chiamata perché dentro una manca, ossia una depressione del terreno.

Molte contrade inoltre si chiamano con il nome dei Santi, per via delle cappelle a loro dedicate, alcune perdute, altre intatte, costruite dalla devozione contadina o da quella baronale. Vi sono San Leonardo, San Gaetano, San Pietro, San Vito, Sant'Angelo, la Madonna delle Grazie, la Madonna del Pantano, la Madonna del Carmine.
Altre contrade prendono il loro nome dalle attività umane, come il Fosso del brigante o il Fosso del lavandaio, ed altre dalle masserie e dalle case rurali, il Casino di Durante, la Castelluccia, la torre di Minnaja, il Casino di Franchi, l'oliveto del Conte, San Basilio.
Infine vi sono i toponimi derivanti dalla natura: la Petrolla, il Vaddone della noce, il Feroleto, la Canala, l'Olivastrella, le Mesole, Tempa rossa, il Cugno del capretto, la Serra della cipolla, Caporotondo, Boscosalice, il Coppo.

### Frazioni
- Marconia: nata come colonia confinaria durante il fascismo, oggi conta oltre 5 000 abitanti.
- Tinchi: il nome deriva dalla Contrade delle Tinghe su cui il borgo è costruito. Sorge sulla strada provinciale Pisticci-Mare e conta 506 abitanti. Vi è situato l'Ospedale Tinchi di Pisticci (Distretto sanitario "Angelina lo Dico") che serve l'area est del Metapontino.
- Centro Agricolo: borgo di poche decine di abitanti, adiacente a Tinchi. Anch'esso ha origine da una colonia confinaria fascista, più piccola di quella di Marconia, di cui rimangono ancora i caseggiati disposti intorno ad una piazza.
- Pisticci Scalo: nacque negli anni sessanta come quartiere residenziale dello stabilimento petrolchimico Anic, negli anni dell'industrializzazione della Val Basento. Conta 572 abitanti e vi sono situate diverse industrie, lo scalo ferroviario e l'Aviosuperficie "Enrico Mattei".
- Casinello: piccolo borgo di poche decine di abitanti a ridosso della Strada statale 106 Jonica. La popolazione cresceva durante la stagione estiva.
- Marina di Pisticci: ha la denominazione di frazione ma è più un insieme di case sparse in mezzo ai complessi dei villaggi turistici[27], spesso dotati del servizio di animazione[28], compresi tra i lidi di San Basilio e San Teodoro-

L'economia pisticcese subì la prima grande trasformazione, da prettamente agricola ad industriale, negli anni sessanta, quando nella valle del Basento furono scoperti importanti giacimenti rossi di metano, che determinarono la costruzione, da parte dell'Eni, dello stabilimento petrolchimico Anic, chiuso poi verso la fine degli anni settanta, a seguito della crisi petrolifera mondiale. Sempre all'Eni faceva capo lo stabilimento dell'EniChem Fibre, specializzato nella produzione di fibre sintetiche e intermedi per materie plastiche.
Oggi l'economia pisticcese è debole, lo sviluppo è fermo spesso a causa della mentalità clientelare molto diffusa. Anche se meno acuta rispetto agli altri centri, resta alta l'incidenza della disoccupazione, soprattutto giovanile, che va ancora ad alimentare il problema dell'emigrazione, soprattutto verso Roma e le città del Nord Italia.
Si punta ad interventi mirati di sviluppo come le colture intensive e pregiate del Metapontino, sulle aziende della valle del Basento e sul turismo balneare, archeologico e agricolo. Numerosissime sono le attività e le botteghe artigianali, tra cui rinomata la produzione di manufatti della pregiata argilla locale, bianca con incisioni bluastre.
A Pisticci ha sede la celebre azienda Amaro Lucano S.p.A., dall'anno della sua fondazione, avvenuta il 1894 ad opera di Pasquale Vena.

## Infrastrutture e trasporti
Il paese è collegato da servizi navetta con tutti i centri limitrofi, i capoluoghi di provincia lucani, l'aeroporto di Bari-Palese e durante la stagione estiva è attivato un regolare servizio navetta Pisticci Scalo-Pisticci-Marconia-Mare. Inoltre servizi di pullman di linea effettuano i collegamenti con le principali città d'Italia.

### Strade
- Strada statale 106 Jonica Taranto-Reggio Calabria: attraversa a sud il territorio comunale parallelamente a tutta la linea costiera con due svincoli in direzione Pisticci.
- Strada statale 407 Basentana: percorre tutto il confine est del territorio comunale.

### Ferrovie
Sono presenti due scali ferroviari: la stazione di Marconia (ex stazione a servizio della frazione di Marconia declassata a posto di movimento sulla ferrovia Jonica, sprovvista di locale per la sosta dei passeggeri ma di una sola banchina con due binari utilizzati per l'incrocio) e la stazione di Pisticci Scalo (utilizzata invece per spostamenti con treni regionali e dotata dei comfort primari) sulla ferrovia Battipaglia-Potenza-Metaponto. Sono servite entrambe dalla strada provinciale "Pisticci Mare" detta anche SS 18 che collega la frazione più popolosa Marconia con la frazione di Tinchi e Pisticci e dalla strada provinciale per Pisticci Scalo (Pisticci-Pisticci Scalo Zona Industriale).

### Aeroporti
A Pisticci Scalo è ubicata l'Aviosuperficie Enrico Mattei, abilitata al volo turistico. Negli anni 2010 è stato avviato un progetto per la trasformazione in aeroporto civile di terzo livello.

## Amministrazione
Di seguito una tabella che illustra la successione delle amministrazioni dal 1990 a oggi:
| Periodo | Periodo   | Primo cittadino             | Partito                                                                     | Carica  | Note |
| ------- | --------- | --------------------------- | --------------------------------------------------------------------------- | ------- | ---- |
| 1990    | 1993      | Giovanni Battista D'Onofrio | Democrazia Cristiana                                                        | Sindaco |      |
| 1993    | 1995      | Nicola Cataldo              | Rifondazione Comunista                                                      | Sindaco |      |
| 1995    | 1997      | Giovanni Modugno            | Partito Democratico della Sinistra                                          | Sindaco |      |
| 1997    | 1998      | Vittorio Vitelli            | Partito Popolare Italiano                                                   | Sindaco |      |
| 1998    | 2002      | Giovanni Giannone           | Cristiani Democratici Uniti                                                 | Sindaco |      |
| 2002    | 2007      | Pasquale Bellitti           | Democratici di Sinistra                                                     | Sindaco |      |
| 2007    | 2011      | Michele Leone               | Forza Italia                                                                | Sindaco |      |
| 2011    | 2016      | Vito Anio Di Trani          | Lista civica Forum Democratico                                              | Sindaco |      |
| 2016    | 2021      | Viviana Verri               | Movimento 5 Stelle                                                          | Sindaco |      |
| 2021    | in carica | Domenico Alessandro Albano  | Partito Democratico e liste civiche: Insieme, Consenso Civico, Civica Mente | Sindaco |      |

## Sport
Gli impianti sportivi sono distribuiti tra Pisticci e la frazione Marconia: entrambi i centri dispongono di uno stadio, un palazzetto dello sport, dei campi di calcetto e da tennis e di una piscina olimpionica comunale.
- Tennis
  - Circolo Tennis Pisticci - Serie A1 campionato nazionale a squadre femminile
- Ciclismo
  - A.S.D. Bici Sport Marconia - Squadra Campione Regionale Categoria Giovanissimi Anni 2009, 2010 e 2013
  - Gruppo Ciclistico Lucano Dilettantistico

A Marconia di Pisticci terminò la settima tappa del Giro d'Italia 1984, vinta da Urs Freuler.
- Volley
  - Scuola Volley PisticciMarconia - Colori sociali: Bianco e Blu
- Calcio a 5
  - Pol.CS.Pisticci - Campionato nazionale di Serie B  - Colori sociali: Giallo e Blu.
  - Nuova Futsal Pisticci - Campionato provinciale di Serie D - Colori sociali : Giallo e Blu. (La squadra femminile milita in Serie B)

Il campo di gioco utilizzato per le partite delle squadre pisticcesi di calcio a 5 è la tensostruttura di via Olimpia a Pisticci (Palazzetto Salvatore Sergio).
Annualmente si svolge presso lo stadio "Gaetano Michetti" di Pisticci la manifestazione calcistica del "Memorial Michetti", tributo all'uomo politico pisticcese, ex Presidente della Regione Basilicata.